# Artigas flagga
Artigas flagga är en av Uruguays tre officiella flaggor, tillsammans med Uruguays flagga och Treinta y Tres flagga. Flaggan är en hyllning till nationalhjälten José Gervasio Artigas, som ledde självständighetsrörelsen.
Flaggan har ett fält i proportionen 2:3 med tre horisontella ränder, alternerande i blått (två ränder) och vitt (en rand). Ett diagonalt rött band syns över de tre horisontella ränderna.
Flaggan var designad av Artigas själv, och baserades på flaggan från 1812 av Manuel Belgrano, där tillägget av det röda bandet representerar federalism. Tanken var att flaggan skulle representera Liga Federal, en tänkt konfederation av sydamerikanska provinser.

## Galleri

Pabellón de la libertad, första versionen av flaggan från 1815
Entre Ríos flagga
Luftvapnets sköldemärke
Artigas militära kokard